# بروستر کیل

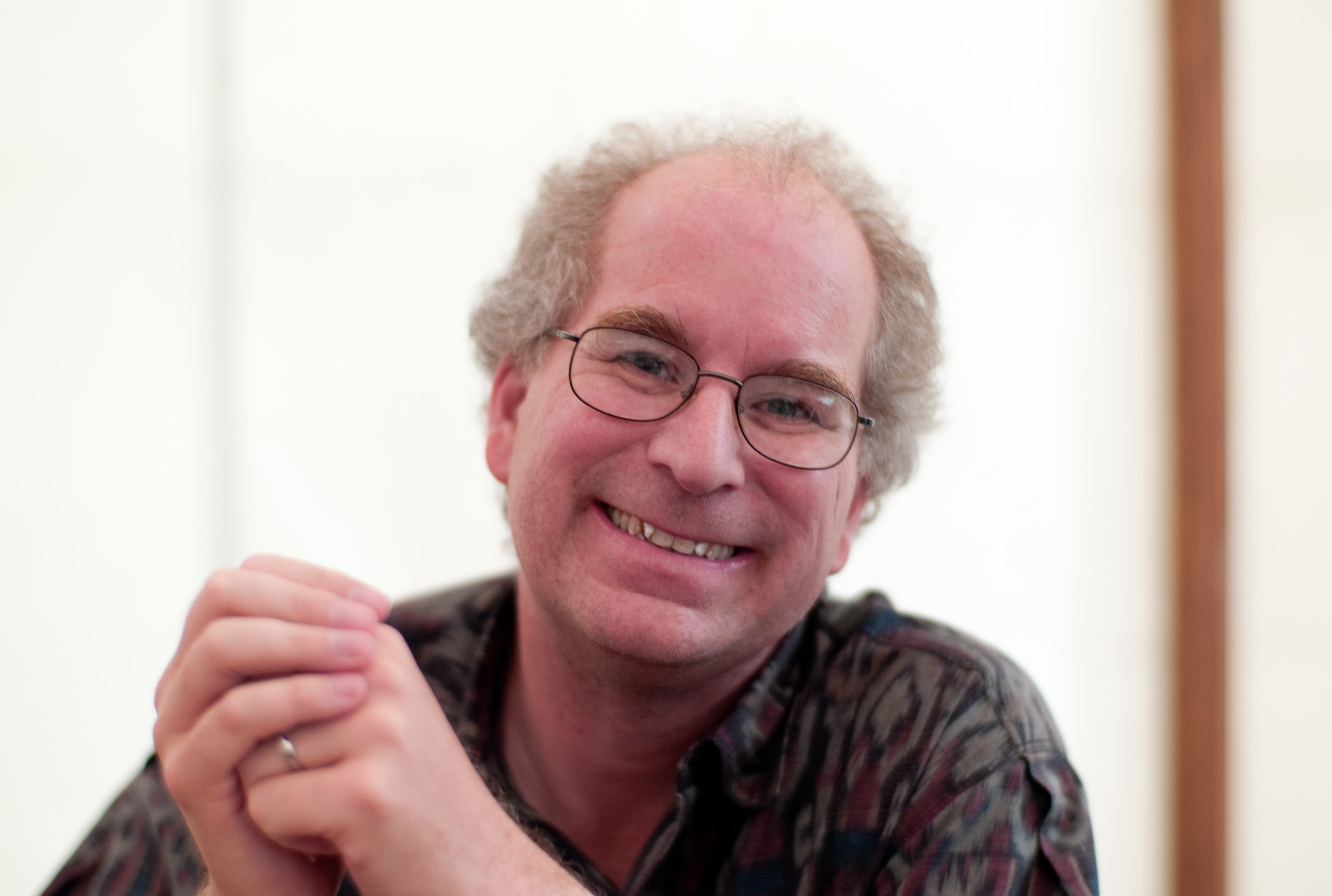
بروستر کیل

بروستر کیل (انگلیسی: Brewster Kahle؛ زادهٔ ۲۲ اکتبر ۱۹۶۰) کتابدار و کارآفرین اهل ایالات متحده آمریکا است.
از فیلم‌هایی که وی در آن نقش داشته‌است، می‌توان از حقیقت به زبان اعداد: داستان ویکی‌پدیا نام برد.